# Caravaggio
Michelangelo Merisi ali Amerighi da Caravaggio, italijanski baročni slikar, Milano, * 29. september 1571, Porto Ercole, † 18. julij (?) 1610
Deloval je v Rimu, Neaplju, na Malti in Siciliji med leti 1592 (1595 ?) in 1610. Njegove slike združujejo realistično opazovanje človeškega stanja, tako fizično kot čustveno, z dramatično uporabo osvetlitve in so vplivale na baročne slikarske šole tedanjega časa.
Caravaggio je kot novost vpeljal radikalni naturalizem, ki v kombinaciji z dramatičnim fizičnim opazovanjem, uporablja chiaroscúro. Slaven za življenja, je bil takoj po smrti pozabljen, dokler ga niso ponovno odkrili v 20. stoletju. Njegov vpliv je opaziti v delih Rubensa, de Ribere, Berninija in Rembrandta.

## Življenje in delo

### Mladost  (1571-1592)
Prvih pet let življenja Michelangela Merisija je slabo dokumentiranih. Drži menda le datum rojstva, to je 29. september 1571. Kraj je bodisi Caravaggio pri Bergamu, morda tudi Milano, kjer je njegov oče, Fermo Merixio, živel od leta 1563 do 1576 in služil pri Francescu I. Sforzi, markizu Caravaggia, kot "mojster" (umetnik, arhitekt, dekorater, polir, ...).
Ko je bilo Michelangelu pet let, so se na begu pred kugo preselili v Caravaggio. Oče mu je umrl leta 1577.  Mati, Lucia Aratori, je težko preživljala družino s petimi otroki in se borila s sorodniki za moževo dediščino.
Mati mu je umrla leta 1584, istega leta je nastopil štiriletno pripravništvo pri za milanskem slikarju Simonu Peterzanu, slikarju beneške šole, ki je bil tudi Tizianov učenec.  Bil je tudi umetnostni zgodovinar in teoretik, njegova značilnost pa je bila ljubkost in milina, kar se je poznalo tudi v zgodnjih Caravaggiovih delih.

### Rim (1592/95-1600)
Merisi je zapustil Milano leta 1592, v Rim pa prispel leta 1596. Vmes je potoval med Lombardijo in Benetkami in se pri različnih umetnikih izpopolnjeval: živo in realistično predstavljanje je povzel po Foppi, od Andrea Mantegne se je naučil perspektive. Dobro je poznal beneško slikarstvo, dozorel je njegov koloristični slog.
V Rimu se je znašel sredi konca manierizma. Tukaj so živeli po humanističnih načelih. Vključil se je v studio pri Cesariju d'Arpinu (1568-1640), prvem rimskemu slikarju in umetniku. Merisi se je izučil v klasičnih tehnikah, naučil se je metafor in alegorij, slikal je tihožitja s flamskimi vzorci, posrečilo se mu je povezati lombardijsko z rimsko-flamskim svetom, kar ga je pripeljalo k pomembnim naročilom.
Mladi Merisi je v Rimu naletel na okolje, ki je bilo zelo naklonjeno kulturi. Pri d'Arpinu je slikal za prodajo, risal je slike stvarnih pokrajin in resničnih oseb. Postal je tudi slikar tihožitij kot temeljne prvine svojih del. Njegov način slikanja, po naravi in z modelom, mu je onemogočal izdelati po več podpisanih različic istega motiva. Kasneje se s tem ni obremenjeval in podvajal dela, po katerih je bilo povpraševanje. Kljub temu pa niti dve deli nista bili povsem enaki, umetniška žilica mu je narekovala vedno nove detajle.
Nabožne motive je Caravaggio začel slikati proti koncu stoletja. Jemal jih je kot žanrske, vključene v naravno okolje in ustvarjal povezavo med človeškim in božjim. Rad je imel zapletene snovi kot je zamaknjenje, meditacija, prizore iz Svetega pisma in podobno. Slikar je bil veren človek, ki se je navezoval na prvotno Cerkev, ki je poudarjala revščino in čiste ideale.
Nekatera dela iz tega obdobja so: Počitek na begu v Egipt (galerija Doria Pamphil, Rim), Deček, ki ga je ugriznil kuščar (1595, Firence), Koncert mladih (1595–1596, Metropolitan Museum of Art, New York), Deček s košaro sadja (1593–1594,  Galleria Borghese, Rim), Sveti Janez Krstnik in druge.

### Najbolj znani slikar v Rimu  (1600-1606)
Leta 1599 je Caravaggio sklenil pogodbo za poslikavo kapele Contarellijev v cerkvi San Luigi dei Francesi. Delo na poslikavi se je vleklo že od leta 1565, izvajali so ga različni mojstri, medtem je nastal tudi nov slog barok in nova papeška politika. Dve deli, Mučeništvo sv. Mateja in Klicanje sv. Mateja, končani leta 1600, sta takoj postali senzacija. Caravaggio je s poudarjenim chiaroscuro dodal likom veliko dramatike, z realizmom pa novo raven čustvene intenzivnosti. Mnenje med sodobniki so bila različna. Nekateri so ga obsojali zaradi vztrajanja da slika iz življenja, večina pa ga je ocenila kot velikega umetniškega vizionarja.. Radiografske raziskave so pokazale, da je Mučeništvo tretja predelana poslikava čez prvi dve iz renesančnega obdobja.
V cerkvi San Luigi dei Francesi je na razstavi platen Caravaggio dosegel sloves, ki mu je omogočil pridobiti pomembna nova naročila. 
Ciklus v kapeli Cesarijev v cerkvi Santa Maria del Popolo obsega dvoje platen: Mučeništvo svetega Petra in Sveti Pavel pade s konja (1601). Platna so bila izdelana z zamudo, saj je moral prvo verzijo na zahtevo naročnikov popolnoma spremeniti. Prizori so skrajno realistični, format je velik, poudarjeno je pričevanje o dogodku.
Ob njegovih delih, slikal je zelo naturalistično, se je pokazal problem, da ima naročnike odprte za novosti in omejevalne cerkvene predpise. Živel je tudi precej nasilno in razbrzdano življenje in bil večkrat kaznovan. Po enem od pretepov, ko je ranil notarja Pascqualoneja, je 6. avgusta 1605 pobegnil v Genovo. V goste ga je sprejel knez Marcantonio Doria, za katerega je kasneje naslikal Mučeništvo svete Uršule (1610). Po sodni poravnavi se je kmalu vrnil v Rim, tako da v genovskem slikarstvu ni mogel pustiti trajnejšega vpliva. Dne 29. maj 1606 je ubil, morda nehote, mladeniča z imenom Ranuccio Tomassonija iz Ternija (Umbrija). Tokrat ga njegovi pokrovitelji niso mogli zaščititi in pobegnil je v Neapelj.
Med letoma 1604 in 1606 je za kapelo Cavalettijev v baziliki svetega Avguština v Rimu naslikal Loretsko Mati Božjo. Prizor predstavlja poklon dveh starčkov, ki sta v cerkev prišla peš. Starca sta prikazana zelo človeško medtem ko Marija izraža idealno plemenitost, pri čemer je slikar spretno uporabil svetlobo.

### Obdobje 1606 - 1610
V Neapelj je Caravaggio prišel jeseni 1606, saj je bilo to mesto edino, ki je lahko zagotavljalo več dela umetnikom. Za potovanje je porabil plačilo za delo Večerja v Ermavsu. V Neaplju je ostal okoli deset mesecev in veliko delal. Dobil je naročilo trgovca Nikola Radulovića Roženvenska Mati Božja (1606-1607, danes v Kunsthistorisches Museum, Dunaj), za upravo Dobrodelnega društva je naslikal Mater usmiljenja. Potem je naslikal še Bičanje, Salomo in Križanje svetega Andreja. Caravaggiov vpliv v Neaplju je povzročil, da so se umetniki otresli tradicije poznega šestnajstega stoletja in začeli z modernejšim slikarstvom.
Poleti leta 1607 je Caravaggio prispel na Malto, ki je bil tedaj dominij vitezov svetega Janeza iz Jeruzalema. Želel je slikati v redovni cerkvi v Valletti. Za fra Ippolita Malaspina je naslikal Svetega Hieronima za kapelo v cerkvi svetega Janeza. Najlepše malteško delo za kor v katedrali malteških vitezov v Valletti, Obglavljenje Janeza Krstnika  (1608), je naslikal, ko je bil 4. julija povzdignjen v viteza. Na Malti je naslikal še več del, na koncu pa vse pokvaril s pretepom, za njim pa je prišla tudi obtožba za umor in bil je zaprt. Iz ječe je pobegnil na Sicilijo v Siracuso. Decembra 1608 ga je red izobčil.
V Sirakuzah je našel prijatelja Maria Minnitija, ki mu je našel tudi delo. Senat je naročil sliko Pokop svete Lucije za njej posvečeno cerkev. Slikal je tudi v Messini, med drugim za bogatega genovskega trgovca Giovannija Battiste de Lazzarija in to za kapelo v cerkvi Križarjev. Znani deli sta še: Vstajenje Lazarja in Čaščenje pastirjev. Dalje se je odpravil v Palermo, kjer je v avgustu 1609 naslikal še eno Rojstvo s svetim Frančiškom in svetim Lovrencem.
Po devetih mesecih na Siciliji, natančneje 24. avgusta 1609, se je Caravaggio vrnil v Neapelj. Ostal je do julija 1610 in neumorno delal. Tri slike za cerkev Lombardijcev, med njimi Vstajenje in Mučeništvo svete Uršule so maja 1610 odpeljali v Genovo.
Julija 1610 se je Caravaggio odločil vrniti v Rim in upal na pomilostitev, ki je bila obljubljena kardinalu Ferdinandu Gonzagi. Ob izkrcanju so slikarja prijeli in zaprli. Češ da je šlo za pomoto, so ga izpustili. Caravaggio se je hotel vrniti na ladjo, vendar je ta že odplula. Napadla ga je mrzlica, po mnenju nekaterih posledica slabo zaceljenih ran dobljenih v Neaplju, po mnenju drugih pa naj bi šlo za poskus umora in po nekaj dneh je 18. julija 1610 umrl v Port'Ercolu, kjer so ga tudi pokopali. Caravaggio je morda umrl tudi zaradi zastrupitve s svincem. Barve, ki so se uporabljale v tistem času, so vsebovale visoke količine svinca. Caravaggio pa je bil znan po nasilnem vedenju, kar ga je lahko povzročila zastrupitev s svincem.

## Rojstvo baroka
Caravaggio je dokončno vpeljal v slikarstvo chiaroscúro. Chiaroscuro je bil znan že dolgo preden je prišel na sceno, vendar je bil Caravaggio prvi, pri katerem je bila ta tehnika prevladujoč slogovni element (mehčanje senc in fiksiranje likov s svetlobo). Strogo opazovanje telesne in psihološke realnosti je bil razlog tako za njegovo neizmerno popularnost, kot pogoste težave z verskimi naročili. Delal je z veliko hitrostjo, z živimi modeli, neposredno na platno, risb praktično ni zapustil. Tak pristop je bil prekletstvo sposobnih umetnikov tedanjega časa. Še modeli so bili bistvenega pomena za njegov realizem. Nekateri so ugotovili, vključno z Mariom Minnitijem in Francescom Bonerijem, kolegoma umetnikoma, da nastopata v različnih likih na slikah, mladi Francesco kot angel, baptist in David na poznejših platnih. Njegovi ženski modeli so bile Fillide Melandroni, Anna Bianchini in Maddalena Antognetti (Caravaggiova priležnica), vse znane prostitutke, ki se pojavljajo kot ženski verski liki, tudi kot Marija in različne svetnice. Caravaggio sam se pojavi na več slikah, njegov avtoportret je na skrajni desni na sliki  Mučeništvo sv. Uršule.

## Vpliv Caravaggia na slikarstvo
Poslikave o sv. Mateju v kapeli Contarellijev so imele takojšen učinek pri mlajših umetnikih v Rimu in caravaggizem je postal pojem za vsakega ambicioznega mladega slikarja. Prvi posnemovalci so bili Orazio Gentileschi in Giovanni Baglione. Caravaggio je Baglioneja kasneje obtožil plagiatorstva tako da sta bila vpletena v dolgotrajen spor. Baglione je napisal prvo biografijo o Caravaggiu. V naslednji generaciji caravaggistov so bili Carlo Saraceni, Bartolomeo Manfredi in Orazio Borgianni. Gentileschi, čeprav je bil precej starejši, je bil le eden umetnikov, ki je živel precej dlje kot do leta 1620 in končal kot dvorni slikar Karla I. Angleškega.
Caravaggiovo kratko bivanje v Neaplju je imelo precejšen vpliv na neapeljsko šolo, kjer sta bila posnemovalca Battistello Caracciolo in Carlo Sellitto. Gibanje caravaggistov se je končalo z izbruhom kuge leta 1656, je pa bila španska povezava z Neapljem ključnega pomena pri oblikovanju vpliva na špansko slikarstvo. Zlasti naturalizem, ki so ga naročniki takoj sprejeli, je pognal globoke korenine pri posnemovalcih.
Vplival je tudi na Rubensa, Vermeerja, Rembrandta in Velázqueza. Posnemanje, povzemanje in navajanje Caravaggia se skozi zgodovino evropskega slikarstva ni nikoli nehalo. Po tem, ko je stoletje po njegovi smrti zanimanje zanj usahnilo, je v 19. stoletju ponovno postal aktualen, kar se je pokazalo pri kopiranju in vplivu na slikarje.
V 1920-ih je umetniški kritik Roberto Longhi ponovno postavil Caravaggiovo ime v ospredje in ga postavil v evropsko tradicijo: »Ribera, Vermeer, La Tour in Rembrandt brez njega nikoli ne bi mogli obstajati. In umetnost Delacroixa, Courbeta in Maneta bi bilo povsem drugačno«. Vplivni Bernard Berenson se je strinjal: »Z izjemo Michelangela noben drugi italijanski slikar ni imel tako velikega vpliva.«

## Opus
Ohranilo se je okoli 80 Caravaggiovih slik. Tudi z dokumenti in življenjepisi ni mogoče ugotoviti podatkov o nastanku njegovih slik. Težave so tudi s kopijami oziroma replikami slik, ki je izdelal sam. Precej del je izginilo, nekaj jih je bilo uničenih v drugi svetovni vojni, kar se ve iz literature in kopij.

## Galerija
- Glasbeniki, 1595–1596, Metropolitan Museum of Art, New York
- Judita ubija Holoferna, Galleria Nazionale d'Arte Antica, Palazzo Barberini, Rim
- Klicanje sv. Mateja, cerkev San Luigi dei Francesi, Rim
- Deček s košaro sadja, Galleria Borghese, Rim
- Meduza, galerija Uffizi, Firence
- Kvartopirci, Kimbell Art Museum, Fort Worth
- Vedeževalka, Musei Capitolini, Rim